# Adrià (nom)
Adrià o Hadrià és un nom propi masculí que prové del llatí Hadrianus. A la primeria del segle xxi obtenia el rang 14 dels noms més populars de Catalunya. És un gentilici dels habitants de la ciutat d'Hadria, un antic port a la mar Adriàtica que es troba ara uns 20 km de la costa pels alluvions del Po i de l'Adige.
El primer prominent amb el nom va ser l'emperador romà Publi Eli Trajà Hadrià i de sis papes. En femení és Adriana o Hadriana.

## Santoral
- 1 de març: Sant Adrià, màrtir francès del segle iii.[4]

## En altres llengües
- Alemany: Adrian
- Italià: Adriano
- Francès: Adrien, Hadrien
- Anglès: Adrian
- Castellà: Adrián
- Euskera: Adiran
- Llatí: Hadrianus
- Polonès: Adrian
- Neerlandès: Adriaan, Adri
- Portuguès: Adrião
- Gallec (RAG): Hadrián, Adrián, Hadrao, Adrao
- Bosni: Hadrijan, Adrijan